# Chiesa di Sant'Antonio Abate (Sansepolcro)
La chiesa di Sant'Antonio abate è un edificio sacro che si trova in via Sant'Antonio a Sansepolcro.

## Storia e descrizione
Edificata tra 1345 e 1366 dalla Compagnia di Sant'Antonio Abate, la chiesa era annessa ad un oratorio e ad un ospedale nati allo scopo di dare ricovero e ospitalità ai malati e ai pellegrini. Presso la chiesa aveva inoltre sede la corporazione degli orefici, che vi introduce il culto per il proprio patrono, Sant'Eligio.
Tratti architettonici trecenteschi, gotici, si sono mantenuti nella facciata, nel portale ogivale di ambito umbro che contiene nella lunetta un bassorilievo (Cristo benedicente tra i santi Antonio ed Eligio) datato 1350. Nell'architrave è scolpita una dedicazione alla Vergine del 1362. Il portale laterale reca un'iscrizione del 1350 che serviva ad indicare ai malati e ai viandanti l'accesso all'Ospedale della Carità del Borgo.
L'interno invece non conserva l'aspetto originario, perché fu trasformato alla fine del Settecento, e conserva altari e tele di vari periodi. Un Sant'Antonio Abate in terracotta policroma, di autore non identificato e della seconda metà del secolo XV, è collocato all'inizio della navata.
Sull'altare spicca sulle altre lo Stendardo della Crocifissione di Luca Signorelli, che raffigura sulla parte retrostante i Santi Antonio Abate ed Eligio.

## Collegamenti esterni

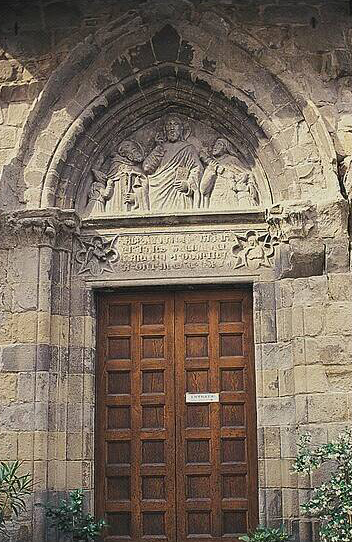
Il portale con il bassorilievo con Cristo tra i Santi Antonio e Biagio e la dedica alla Madonna